# Dragutin Dimitrijević
Dragutin Dimitrijević (en alfabet ciríl·lic serbi: Драгутин Димитријевић; 17 d'agost de 1876 – 24 de juny 1917), conegut com a Apis (Апис), fou un coronel serbi. Era un dels líders del grup militar que va organitzar l'enderrocament del govern serbi el 1903. Va organitzar i va participar en persona en el cop contra el rei Alexandre i la seva dona Draga Mašin que va acabar assassinats. També era líder del grup de la Mà Negra, que fou responsable de l'assassinat de l'arxiduc Francesc Ferran el juny de 1914. Aquest últim va provocar la crisi de juliol que va desembocar en la Primera Guerra Mundial.

## Primers anys
Dragutin Dimitrijević va néixer a Belgrad, Principat de Sèrbia l'estiu de 1876. Dimitrijević va entrar a l'Acadèmia Militar de Belgrad el 1892 als setze anys. Era un estudiant brillant, i el van reclutar a l'Estat Major de l'Exèrcit serbi de seguida que es va graduar.

## Cop de maig
El capità Dimitrijević i un grup d'oficials subalterns van planejar l'assassinat del rei de Sèrbia. L'11 de juny de 1903, el grup va atacar el palau reial i va matar el rei Alexandre i la seva esposa, la reina Draga. Durant l'atac, Dimitrijević va quedar ferit greument i, encara que es va recuperar, les tres bales que va rebre no es van treure mai del seu cos.
El parlament serbi va descriure Dimitrijević com a "salvador de la pàtria" i fou nomenat Professor de Tàctica a l'Acadèmia Militar. Va visitar Alemanya i Rússia, on va estudiar les últimes idees militars. Durant les Guerres balcàniques que van tenir lloc el 1912 i el 1913, la planificació militar de Dimitrijević va ajudar l'exèrcit serbi a aconseguir algunes victòries importants.

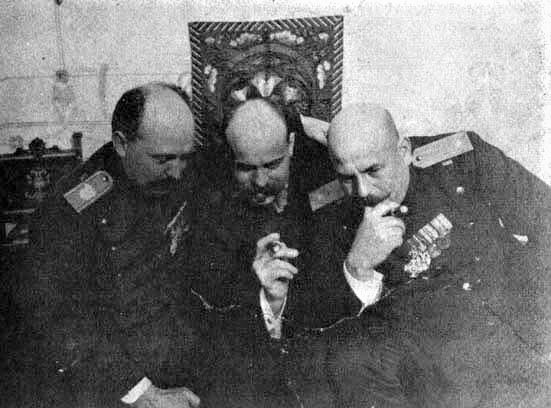
Dragutin Dimitrijević Apis (a la dreta) i alguns associats seus.

La preocupació principal de Dimitrijević era el que ell veia com a alliberament de tots els eslaus meridionals, especialment els serbis, d'Àustria-Hongria. Encara que Sèrbia ja era independent, molts serbis de Bòsnia i Hercegovina, Croàcia i Voivodina encara estaven sota domini austrohongarès. Dimitrijević, que utilitzava el nom en clau Apis, va convertir-se en líder del grup secret de la Mà Negra.
Dimitrijević feia que els seus homes es disfressessin d'albanesos quan cometien assassinats polítics.

## Assassinat de Sarajevo
El 1911, Dimitrijević va organitzar un atemptat contra l'Emperador austríac, l'octogenari Francesc Josep. Quan va fracassar, Dimitrijević va passar a interessar-se per l'hereu al tron, l'arxiduc Francesc Ferran. Dimitrijević estava preocupat pels plans de Ferran per fer concessions als eslaus meridionals, tement que, si això passava, un estat serbi unificat seria més difícil d'aconseguir.
Quan Dimitrijević va assabentar-se que l'arxiduc Francesc Ferran preparava una visita a Sarajevo el juny de 1914, va permetre que tres membres del grup Jove Bòsnia, Gavrilo Princip, Nedeljko Čabrinović, Trifko Grabež i quatre altres de Sèrbia viatgessin a Bòsnia per intentar un assassinat. En aquell moment, Dimitrijević era cap de la Intel·ligència Militar sèrbia.
D'amagat de Dimitrijević, el major Vojislav Tankosić informava Nikola Pašić, el primer ministre de Sèrbia, sobre el complot. Encara que Pašić donava suport als objectius principals del grup de la Mà Negra, no volia l'assassinat, perquè temia que provocaria una guerra amb Àustria-Hongria. Per tant, va donar instruccions perquè els tres joves assassins en potència fossin arrestats quan intentessin sortir del país. No obstant, les seves ordres no es van dur a terme, i els tres homes van arribar al que llavors es coneixia com a condomini de Bòsnia i Hercegovina, on es van unir als altres conspiradors, Veljko i Vaso Čubrilović, Muhamed Mehmedbašić, Danilo Ilić, Cvjetko Popović i Miško Jovanović.
Després de l'assassinat de l'arxiduc el 28 de juny de 1914, alguns membres de la Mà Negra, interrogats per les autoritats austríaques, van dir que tres homes de Sèrbia (Dimitrijević, Milan Ciganović, i el major Voja Tankosić) havien organitzat el complot.
El 23 de juliol de 1914, el govern austrohongarès va enviar l'Ultimàtum de juliol al govern serbi amb una llarga llista de deu exigències diferents. En la seva resposta del 25 de juliol de 1914, el primer ministre serbi Nikola Pašić, acceptava tots els punts de l'ultimàtum, excepte el número 6, que exigia a Sèrbia que permetés que una delegació austríaca participés en una investigació criminal contra els participants a la conspiració que es trobessin a Sèrbia. Al cap de tres dies, l'Imperi austrohongarès declarava la guerra a Sèrbia.
El 1916, Dimitrijević fou ascendit a coronel.

## Execució
Nikola Pašić va decidir de desempallegar-se dels membres més destacats del moviment de la Mà Negra, que llavors ja s'havia dissolt oficialment. Dimitrijević i alguns dels seus col·legues militars foren arrestats el desembre de 1916, i els van jutjar acusant-los d'un intent d'assassinat del regent Alexandre I Karađorđević el setembre de 1916. El 23 de maig de 1917, després del Judici de Salònica, Dimitrijević va ser declarat culpable de traïció i sentenciat a mort. Al cap d'un mes, el 24 de juny de 1917, el van afusellar.
El 1953, Dimitrijević i els altres acusats van ser tornats a jutjar de manera pòstuma pel Tribunal Suprem de Sèrbia, i van ser declarats no culpables, perquè no hi havia proves de la seva presumpta participació en el complot.